# John Maynard Keynes

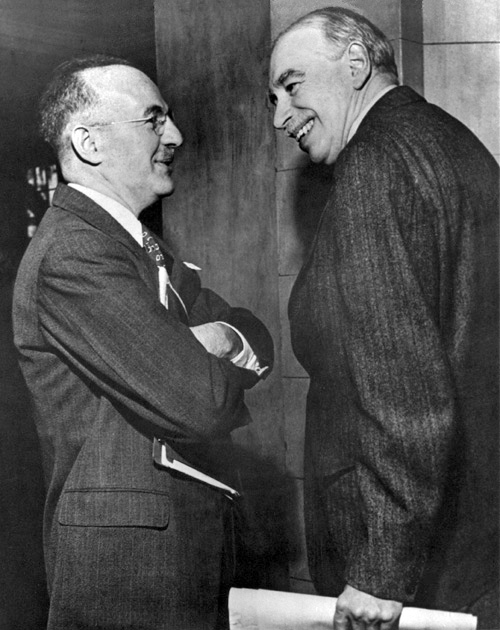
John Maynard Keynes

John Maynard Keynes, Primul Baron Keynes de Tilton (pronunțat keɪnz) (n. 5 iunie 1883, Cambridge — d. 21 aprilie 1946) a fost economist britanic ale cărui idei numite economie keynesiană radicale au avut un impact major atât asupra teoriei politice și economice moderne, cât și asupra politicilor fiscale ale multor guverne. Este cunoscut în mod special pentru pledoaria sa în favoarea politicilor guvernamentale intervenționiste, prin care guvernul ar folosi măsuri fiscale și monetare în scopul temperării efectelor adverse ale recesiunilor economice, crizelor economice și boom-urilor economice. Este considerat de mulți economiști unul dintre principalii fondatori ai macroeconomiei teoretice moderne. Populara expresie lui Keynes „Pe termen foarte lung suntem toți morți” este încă citată.

## Biografie

### Viața personală și de familie
John Maynard Keynes a fost fiul lui John Neville Keynes, un lector de economie de la Universitatea din Cambridge și al Adei Florence Brown, o autoare de succes și o reformistă în domeniul social. Fratele său mai tânăr, Geoffrey Keynes (1887-1982) a fost chirurg și bibliofil, iar sora sa mai tânără, Margaret (1890-1974), a fost căsătorită cu fiziologul Archibald Hill, câștigător al Premiului Nobel.
Keynes a fost foarte înalt, atingând înălțimea de 198 cm. A avut o legătură serioasă între anii 1908 și 1915 cu pictorul Duncan Grant, membru al grupului Bloomsbury. A continuat să îl susțină financiar pe Grant pe parcursul întregii vieți a acestuia. Keynes a întâlnit-o în octombrie 1918 pe Lydia Lopokova, o binecunoscută balerină rusoaică. Cei doi s-au căsătorit și din cele mai multe relatări a reiese că cei doi au avut parte de un mariaj fericit. Din motive medicale, cei doi nu au putut avea copii, deși ceilalți doi frați ai lui au avut copii.
Keynes a fost în cele din urmă un investitor de succes, construindu-și o avere privată substanțială. A fost aproape ruinat în urma crahului bursier din 1929, însă și-a recuperat într-un timp scurt averile. De-a lungul vieții i-a plăcut să colecționeze cărți, de exemplu colecționând și protejând multe dintre lucrările lui Isaac Newton. A fost interesat de literatură în general și de dramă în special, sprijinind financiar teatrul Cambridge Arts, ceea ce a permis instituției să devină, cel puțin pentru un timp, o mare scenă britanică din afara Londrei.
Keynes a avut o reputație de temut ca participant la discuții talentat, iar Friedrich von Hayek a refuzat cu diferite ocazii să discute personal probleme economice cu el. Totuși, după ce a citit cartea lui Hayek, The Road to Serfdom Keynes a afirmat După părerea mea este o carte mare.... Moral și filosofic sunt de acord cu ea aproape în întregime: și nu numai de acord cu ea, ci de acord pe deplin. Hayek a afirmat despre Keynes că acesta a crezut despre el că este încă în mod fundamental un liberal englez clasic și că nu a fost foarte conștient de cât de mult s-a îndepărtat el de liberalul englez clasic. Ideile lui de bază erau încă cele ale libertății individuale. El nu s-a gândit destul de sistematic, pentru a vedea conflictele. Bertrand Russell l-a numit pe Keynes cea mai inteligentă persoană pe care a întâlnit-o vreodată, comentând: De fiecare dată când am discutat cu Keynes am simțit că mi-am luat viața în mâini.

## Educația
Keynes a beneficiat de o educație aleasă la institute de elită cum ar fi Eton unde a studiat matematica, clasicii și istoria și la King's College din Cambridge unde a studiat matematica, însă fiind interesat de politică a studiat domeniul economiei, avându-i ca profesori pe Arthur Cecil Pigou și pe Alfred Marshall.
Keynes a acceptat un post de lector în economie, la Cambridge, post fondat personal de Alfred Marshall, poziție din care a început să își formeze o reputație proprie. Curând a fost desemnat pentru un post la "Royal Commission on Indian Currency and Finance" unde și-a arătat considerabilul său talent în aplicarea teoriei economice problemelor practice.
Experiența sa a fost cerută în timpul Primului Război Mondial. El era un sfătuitor al cancelarului Ministerului de Finanțe. Printre responsabilitățile sale erau desemnarea tipurilor de credite existente între Marea Britanie si aliații săi continentali.
Supus încercărilor, "stăpânirea de sine și calmul său au devenit legendare", în cuvintele lui Robert Lekachman, ca atunci când a reușit să pună împreuna -cu dificultate- o mică rezervă de pesete Spaniole și le-a vândut pe toate pentru a sparge piața: a reușit, iar pesetele au devenit mai rare și mai scumpe.

## Opera și preocupările lui Keynes
Keynes a fost conducător de discuții la reforma sistemului monetar mondial în Bretton Woods (1944), nu a putut însă să se opună poziției americanului Harry Dexter White. Printre altele – în memoria lui Silvio Gesells – el a adus în discuție o monedă de circulație internațională pe nume Bancor.
În mod special, numele său este asociat de cele mai multe ori cu teoria sa economică, respectiv cu recomandarea sa vehementă ca statul să se implice în evenimentele economice, asemeni teoriei lui Bobzien. Conform lui Keynes, statul trebuie să întrebuințeze măsuri politico-fiscale și monetare, pentru a slăbi efectele provocate de recesiuni si boom-uri. În timpuri grele economia trebuie sprijinită printr-o politică fiscală expansivă, pentru ca șomajul sa fie redus. În timpuri de prosperitate trebuie reduse deficitele acumulate, prin economisiri crescute (surplus saving). Fluctuațiile economiei ar putea fi astfel ameliorate.
Ideile sale au pus fundamentul keynesianismului de astăzi și au fost dezvoltate în decursul timpului de economiști ai școlii keynesiene, deși în prezent, pentru explicarea efectelor pe termen lung, ele sunt judecate cu scepticism de aderenții neo-liberalismului.
De fapt, mesajul operelor sale este acela că ideile microeconomice pot fi complet false în context macroeconomic. Din punct de vedere al conținutului, Keynes are o încredere specială în puterea de conducere a conjuncturii interne.
Din punct de vedere academic, keynesianismul este o compoziție formată din neoclasic și înțelegere keynesiană. Pentru el economia de piață este ținută în frâu doar prin politica economică statală. Keynes a diagnosticat incompetența fundamentală a economiei de piață de a garanta societății o dezvoltare stabilă.
Deoarece Keynes recomanda intervenționismul, în 1930 a simpatizat cu fascismul italian, afirmând că intervenționismul statului fascist, asemănat unui paznic de noapte, ar oferi cele mai bune condiții pentru implementarea ideilor sale.
În teoria sa despre multiplicator a luat ideile fiziocrației lui François Quesnay.

## Soluțiile lui Keynes pentru înlăturarea șomajului
Preocuparea fundamentală a lui Keynes a fost aceea de a stabili o corelație între dezvoltarea economică a societății și nivelul ocupării resurselor de muncă disponibile, de a oferi soluții pentru înlăturarea șomajului.
Pentru aceasta el a folosit un model economico-matematic descriptiv compus din trei categorii de elemente:

### Variabile
- endogene (determinate), indicatori globali care caracterizează nivelul activității economice la scara economiei naționale (cea mai importantă fiind cererea efectivă de mărfuri)
- exogene (determinante), rate cu privire la comportamentul agenților economici (înclinația spre consum, eficiența marginală a capitalului, rata dobânzii);

### Relațiile dintre variabile
Relațiile dintre variabile au fost redate cu ajutorul unor ecuații și inegalități, precum și interdependența dintre ele, redată cu ajutorul unor funcții (funcția ocupării, a ofertei, a cererii etc.). Așa cum am mai afirmat, Keynes admite și recunoaște existența șomajului involuntar – tema principală a investigațiilor lui și scopul final al analizei este de a descoperi ce anume determină volumul ocupării mâinii de lucru. Nivelul ocupării (E) sau numărul de muncitori care găsesc de lucru (N) depind de cererea efectivă de mărfuri (D), deci {\displaystyle N=f(D)}. Ținând seama de structura cererii de mărfuri, Keynes ajunge la concluzia că dacă suma consumului final global (C) și a investițiilor globale (I) este egală cu venitul global (Y), atunci economia este în echilibru, situație exprimată în ecuația fundamentală a modelului său {\displaystyle C+I=Y}. Deoarece în realitate există dificultăți în desfacerea mărfurilor și predomină dezechilibrul în economie {\displaystyle C+I>Y}, încasările sunt mai mici decât producția oferită și deci, implicit, rezultă șomaj involuntar;

### Parametrul multiplicator investițional (K)
Parametrul multiplicator investițional (K), cu ajutorul căruia se exprimă gradul de intensitate al unei variabile, a fost folosit de Keynes pentru a exprima interdependența dintre fluctuațiile investițiilor, ocupării și veniturilor. Acesta ne arată că atunci când are loc un spor al investițiilor globale, venitul va crește cu o mărime care este de K ori mai mare decât sporul investițional. Mărimea (K) este direct proporțională cu înclinația spre consum {\displaystyle {\frac {dC}{dY}}}. Ideea lui Keynes este foarte simplă: „Dacă populația nu găsește de lucru și nu este bine plătită, nu ne putem aștepta ca puterea de cumpărare să crească.”